# Niffer
Niffer là một xã ở tỉnh Haut-Rhin trong vùng Grand Est ở đông bắc Pháp. Xã này có diện tích 8,72 km², dân số năm 1999 là 874 người. Khu vực này có độ cao 232 mét trên mực nước biển.